# Doodstraf in Singapore

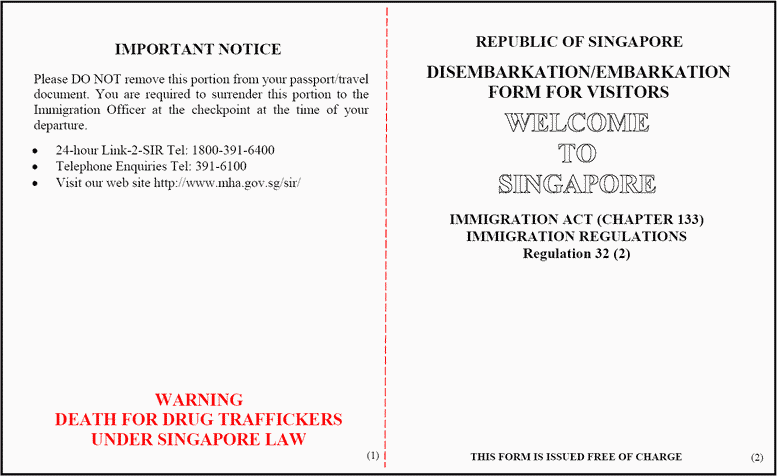
Welkom in Singapore, warning death for drug traffickers under Singapore law

Singapore kent de doodstraf voor zo'n 32 misdrijven, maar is verplicht voor moord, terrorisme, drugssmokkel en bepaalde delicten met vuurwapens. Voor een klein land telde Singapore lange tijd een relatief groot aantal executies, mogelijk zelfs het hoogste aantal executies per miljoen inwoners. Dit kwam doordat de doodstraf verplicht is bij drugsmokkel vanaf bepaalde hoeveelheden en de Singaporese wet er al bij relatief kleine hoeveelheden drugs van uitgaat dat er smokkel in het spel is. Zo is de doodstraf verplicht wanneer iemand werd veroordeeld voor het bezit van 15 gram heroïne. 
In 2012 werd deze verplichte doodstraf onder bepaalde voorwaarden afgeschaft. Vanaf dan konden rechters ook kiezen voor een levenslange gevangenisstraf. Mensen die ter dood veroordeeld waren konden proberen een nieuw proces te krijgen. Deze wetswijziging leidde ertoe dat tussen 2011 en juli 2014 geen misdadigers werden geëxecuteerd in Singapore.
Het precieze aantal executies in Singapore is niet bekend, maar de minister van Binnenlandse Zaken heeft in het parlement eens gezegd dat tussen 1991 en 2000 340 mensen terechtgesteld zijn. In 1994 werd de Nederlandse zakenman Johannes van Damme voor het bezit van enkele kilo's drugs opgehangen. Amnesty International kwam voor 2000 op zeker 21 executies (waarvan 17 voor drugssmokkel). Doodvonnissen worden in Singapore op vrijdagochtend voltrokken door middel van ophanging. Alleen doctoren en gevangenismedewerkers mogen hierbij aanwezig zijn.